# Lacantúnids
Els lacantúnids (Lacantuniidae) són una família de peixos teleostis d'aigua dolça i de l'ordre dels siluriformes. que es troba a Chiapas (Mèxic).

## Gèneres i espècies
- Lacantunia (Rodiles-Hernández, Hendrickson & Lundberg, 2005)[4]
  - Lacantunia enigmatica (Rodiles-Hernández, Hendrickson, Lundberg & Humphries, 2005)[5][6][7][8][9][10][11]